# Studnica (województwo zachodniopomorskie)
Studnica – wieś sołecka w Polsce położona w województwie zachodniopomorskim, w powiecie stargardzkim, w gminie Ińsko na Pojezierzu Ińskim, położona 6 km na północny wschód Ińska (siedziby gminy) i 41 km na północny wschód od Stargardu (siedziby powiatu). Studnicę otacza teren wojskowy (wieś graniczy z poligonem drawskim). W pobliżu liczne małe jeziora oczkowe (we wsi małe jeziorko Lądek o powierzchni ok. 60 arów). W 2008 wieś  liczyła 109 mieszkańców.

## Zabytki i inne obiekty
- park pałacowy, pozostałość po  pałacu[4],
- pomnikowa aleja dębowa około kilometra od wsi, wśród kilkunastu potężnych drzew wyróżnia się dąb o obwodzie 720 cm,
- nasyp nieistniejącej kolei wąskotorowej z Ińska do Drawska Pomorskiego.

W latach 1975–1998 miejscowość położona była w województwie szczecińskim.